# Veress Zoltán (író)
Veress Zoltán (írói álnevei: Csordás Elemér, Ónodi Sándor; Kolozsvár, 1936. február 25. – Stockholm, 2013. február 4.) erdélyi magyar költő, író, műfordító. Egyes művei Ónodi Sándor álnéven jelentek meg. Telegdi Magda férje.

## Életútja
1952-ben Bodor Ádámmal együtt elítélték kommunistaellenes röplapok terjesztése miatt, 1954-ben szabadult. Klasszikussá vált epikus gyermekversei (Tóbiás és Kelemen, Irgum-Burgum Benedek, az illusztrációk Surány Erzsébet grafikus munkáját dicsérik) a Napsugár című kolozsvári gyermeklapban jelentek meg folytatásokban. Az 1970-es években a Korunk folyóirat tudományos szerkesztőjeként dolgozott; nagy szerepe volt a Korunk Bolyai-díjának megalapításában. 1986-tól Svédországban élt, a stockholmi Erdélyi Könyv Egylet  szerkesztője, a Peregrinus Klub  szervezője.
2023. június 23-án feleségével együtt a kolozsvári Házsongárdi temetőben temették újra.

## Művei
- Rend, óh jöjj segítségül! (gyermekversek), Bukarest, 1956
- Mese a búgócsigáról (gyermekversek), Bukarest, 1957
- Tóbiás és Kelemen (gyermekversek), Bukarest, 1957
- Hány óra? (gyermekversek), Bukarest, 1957
- Kikindai mese (gyermekversek), Bukarest, 1957
- Irgum-Burgum Benedek (gyermekversek), Bukarest, 1959
- Menetirány (elbeszélések), Bukarest, 1961
- Szárnyaskerék (gyermekversek), Bukarest, 1962
- Mesél a kifli (gyermekversek), Bukarest, 1963
- Szeptember, regény, Bukarest, 1964
- Tóbiás és Kelemen. Veszedelmes Jeromos. Irgum-Burgum Benedek (gyermekversek), Bukarest, 1965
- Tudománytörténeti kaleidoszkóp (Ónodi Sándor néven), Kolozsvár, 1970
- Új tudománytörténeti kaleidoszkóp (Ónodi Sándor néven), Kolozsvár, 1972
- Lírai természetrajz (publicisztika), Kolozsvár, 1977
- Tóbiás és Kelemen, Irgum-Burgum Benedek, Rongy Elek, a példakép (gyermekversek), Bukarest, 1974
- Jókai természettudománya, Kriterion, Archiválva 2006. augusztus 25-i dátummal a Wayback Machine-ben, Bukarest, 1976
- Ember, város, környezet; szerk. Veress Zoltán; s.n., Kolozsvár-Napoca, 1980
- Nevek térben és időben; szerk. Veress Zoltán; Korunk, Kolozsvár-Napoca, 1984 (Korunk füzetek)
- Vándor idő balladája. Krónika 89-90; szerk. Kántor Lajos, Veress Zoltán; EKE, Stockholm, 1991 (Erdély kövei)
- Veress Zoltán vidám verses meséi; Kriterion, Bukarest, 1991
- Tóbiás és Kelemen; Aldina, Bp., 1993
- Veress Zoltán vidám verses meséi; Mozaik, Szeged, 2000 (Csillagösvény)
- Rongy Elek a példakép, Pinduri a kis csuri (verses mesék), Mozaik Kiadó, Szeged, 2000
- Irgum-Burgum Benedek, Tóbiás és Kelemen (verses mesék), Mozaik Kiadó, Szeged, 2000
- Évek az ezerszázból. Kortárs erdélyi történészek; szerk. Dávid Gyula, Veress Zoltán; EKE, Stockholm, 2002 (Erdély kövei)
- A szétszórtság arénája. Négy égtáj magyar irodalmából; szerk. Dávid Gyula, Veress Zoltán; EKE, Stockholm, 2003 (Határtalan hazában)
- Jelképes jelenléteink. Emlékhelyek – extra Hungariam; bev. Veress Zoltán; EKE, Stockholm, 2007 (Határtalan hazában)
- Kik vagyunk és miért. Írások az identitásról; szerk. Dávid Gyula, Veress Zoltán; EKE, Stockholm, 2008 (Határtalan hazában)
- Rajzoljunk magunknak egy világot; szerk. Dávid Gyula, Veress Zoltán; EKE, Stockholm, 2009 (Határtalan hazában)
- Füvek, fák, csillagok. Veress Zoltán gyermekversei; Polis, Kolozsvár, 2011
- Tizenhat magyar sikertörténet; szerk. Dávid Gyula, Veress Zoltán; EKE, Stockholm, 2012 (Határtalan hazában)
- Irgum-burgum Benedek. Összegyűjtött verses mesék; szöveggond. Luca Anna; Kárpát-medencei Tehetséggondozó Nonprofit Kft.–Előretolt Helyőrség Íróakadémia, Bp., 2019

## Műfordításai
- Ion Agârbiceanu: Dura lex
- Vasile Alecsandri: Világszép Ilonka és Árva Jancsi
- Vasile Alecsandri: Színművek
- Eugen Barbu: A fejedelem
- Victor Eftimiu: Kínai gyermekek
- Victor Eftimiu: 121 szonett
- Dumitru Radu Popescu: Fehér eső
- Vasile Voiculescu: Az álombeli őz
- Vasile Voiculescu: Zahei, a vak